# 八木光太郎
八木 光太郎（やぎ こうたろう、1986年10月2日 - ）は、日本の俳優。静岡県沼津市出身。poeplus（ポエプラス）所属。

## 人物
趣味は海外ドラマ・映画鑑賞、観劇、読書、かき氷屋巡り。特技はコンテンポラリー・ダンス、大声。
桐朋学園芸術短期大学演劇専攻科出身。卒業後は演出家の蜷川幸雄に師事。東京演劇道場一期生。
ほか、演出家の危口統之とダンサーの伊藤キムにも師事する。2015年からは伊藤が代表のフィジカルシアターカンパニーGEROに所属していた。

## 出演作品

### テレビドラマ
- 王様戦隊キングオージャー（2023年4月9日 - 2024年2月25日、テレビ朝日） - ゴローゲ 役
- 日常の絶景 第1話（2023年9月20日、テレビ東京） - 上半身裸の男 役[6]
- 院内警察 第9話（2024年3月8日、フジテレビ） - 池上 役
- 御社の乱れ正します! 第6話（2024年5月7日、BS-TBS） - 三木課長 役[7]
- 対岸の家事〜これが、私の生きる道!〜（2025年4月1日 - 、TBS） - 三島 役
- 架空名作劇場（2025年8月12日・19日、テレビ東京） - 増田進刑事 役

### テレビ朝日
- ゴッドタン（テレビ東京）

### 映画
- 宇宙人の画家（2022年、ブライトホース・フィルム）
- ROOMS（2022年）
- MONDAYS/このタイムループ、上司に気づかせないと終わらない（2022年、PARCO） - 森山宗太郎 役
- ありきたりな言葉じゃなくて（2024年、ラビットハウス） - 山崎翔太 役[8]

### オリジナルビデオ
- 王様戦隊キングオージャーVSキョウリュウジャー（2024年10月9日、東映ビデオ） - ゴローゲ 役

### 舞台
- 膨らんだ冒険（2016年）
- 蟹と歩く（2017年）
- コーヒー（2018年）
- 夫婦（2018年）
- 最高のアー（2019年）
- ダンス・スプリント（2020年）
- 赤鬼（2020年）
- 真夏の夜の夢（2020年）
- ねー（2021年）
- サムバディ（2022年）
- 弱法師（2022年）
- ツダマンの世界（2022年）
- 再生（2023年）

### CM
- ENEOS SSアプリ「給油実況編」家族のお出掛け（2022年）
- 企業CM「みんなを笑顔にするまちづくり 篇」地域活性化（2023年）
- 和漢箋／ロート防風通聖散錠満量「あの頃のお腹」篇 （2023年）

### PV
- 乃木坂46 個人PV

### WEB
- 劇団テレワーク（2020年）
  - Zoom婚活パーティー（Zoom） - 司会アシスタント
  - 即興公演「視聴者全員で演出する演劇」（YouTube Live）
  - 第1回公演「最高のテレワークマナー」（YouTube Live）
  - BestFriends.com（YouTube Live）
  - けたたましく●すクマ -死の電気椅子-（Zoom）

### 雑誌
- 悲劇喜劇（2023年1月号、早川書房）

### イベント
- 『映画雑談』の会2023（2023年）